# Maximilian Wöber
Maximilian Wöber (Vienna, 4 febbraio 1998) è un calciatore austriaco, difensore del Werder Brema in prestito dal Leeds Utd e della nazionale austriaca.

## Caratteristiche tecniche
Difensore centrale di piede mancino, forte fisicamente, rapido nelle chiusure difensive, è abile sia in fase di marcatura che di impostazione del gioco; il suo punto di forza sono i lanci lunghi, può essere impiegato anche come terzino sinistro.

## Carriera

### Club
Cresciuto nel settore giovanile del Rapid Vienna, il 24 agosto 2017 viene acquistato per 7 milioni e mezzo di euro dall'Ajax, con cui firma fino al giugno 2021.
Il 16 gennaio 2019 passa in prestito con obbligo di riscatto al Siviglia, legandosi alla società spagnola con un quadriennale. Il 13 agosto seguente viene ceduto al Salisburgo, con cui firma fino al 2024.
Il 3 gennaio 2023 viene acquistato dal Leeds Utd. Il 31 luglio seguente, a seguito della retrocessione in Championship del club, viene ceduto in prestito al Borussia M'gladbach.
Ritorna poi al club inglese con il quale colleziona solo 8 presenze e un gol, pur potendo fregiarsi della vittoria della Championship.
Il 4 luglio 2025 viene ceduto in prestito ai tedeschi del Werder Brema.

### Nazionale
Dopo aver giocato con tutte le rappresentative giovanili austriache, il 6 ottobre 2017 ha debuttato con la nazionale maggiore, in occasione della partita di qualificazione al Mondiale 2018 vinta per 3-2 contro la Serbia.

## Statistiche

### Presenze e reti nei club
Statistiche aggiornate al 20 agosto 2024.
| Stagione            | Squadra             | Campionato          | Campionato | Campionato | Coppe nazionali | Coppe nazionali | Coppe nazionali | Coppe continentali | Coppe continentali | Coppe continentali | Altre coppe | Altre coppe | Altre coppe | Totale | Totale | Totale |
| Stagione            | Squadra             | Comp                | Pres       | Reti       | Comp            | Pres            | Reti            | Comp               | Pres               | Reti               | Comp        | Pres        | Reti        | Pres   | Reti   |        |
| ------------------- | ------------------- | ------------------- | ---------- | ---------- | --------------- | --------------- | --------------- | ------------------ | ------------------ | ------------------ | ----------- | ----------- | ----------- | ------ | ------ | ------ |
| 2015-2016           | Rapid Vienna        | BL                  | 0          | 0          | CA              | 0               | 0               | UCL+UEL            | 0+1                | 0                  | -           | -           | -           | 1      | 0      |        |
| 2016-2017           | Rapid Vienna        | BL                  | 11         | 0          | CA              | 4               | 1               | UEL                | 2                  | 0                  | -           | -           | -           | 17     | 1      |        |
| lug.-ago. 2017      | Rapid Vienna        | BL                  | 5          | 1          | CA              | 1               | 0               | -                  | -                  | -                  | -           | -           | -           | 6      | 1      |        |
| Totale Rapid Vienna | Totale Rapid Vienna | Totale Rapid Vienna | 16         | 1          |                 | 5               | 1               |                    | 3                  | 0                  |             | -           | -           | 24     | 2      |        |
| ago. 2017-2018      | Ajax                | ED                  | 22         | 1          | CO              | 1               | 0               | UCL+UEL            | 0+0                | 0                  | -           | -           | -           | 23     | 1      |        |
| 2018-gen. 2019      | Ajax                | ED                  | 8          | 0          | CO              | 2               | 0               | UCL                | 6                  | 0                  | -           | -           | -           | 16     | 0      |        |
| Totale Ajax         | Totale Ajax         | Totale Ajax         | 30         | 1          |                 | 3               | 0               |                    | 6                  | 0                  |             | -           | -           | 39     | 1      |        |
| gen.-giu. 2019      | Siviglia            | PD                  | 7          | 0          | CR              | 0               | 0               | UEL                | 1                  | 0                  | SS          | -           | -           | 8      | 0      |        |
| 2019-2020           | Salisburgo          | BL                  | 24         | 0          | CA              | 3               | 0               | UCL+UEL            | 6+1                | 0                  | -           | -           | -           | 34     | 0      |        |
| 2020-2021           | Salisburgo          | BL                  | 20         | 0          | CA              | 5               | 1               | UCL+UEL            | 8+1                | 0                  | -           | -           | -           | 34     | 1      |        |
| 2021-2022           | Salisburgo          | BL                  | 22         | 4          | CA              | 5               | 1               | UCL                | 9                  | 1                  | -           | -           | -           | 36     | 6      |        |
| 2022-gen. 2023      | Salisburgo          | BL                  | 15         | 1          | CA              | 3               | 1               | UCL                | 3                  | 0                  | -           | -           | -           | 21     | 2      |        |
| Totale Salisburgo   | Totale Salisburgo   | Totale Salisburgo   | 81         | 5          |                 | 16              | 3               |                    | 28                 | 1                  |             | -           | -           | 125    | 9      |        |
| gen.-giu. 2023      | Leeds Utd           | PL                  | 16         | 0          | FACuP+CdL       | 3+0             | 0               | -                  | -                  | -                  | -           | -           | -           | 19     | 0      |        |
| 2023-2024           | Borussia M'gladbach | BL                  | 25         | 2          | CG              | 2               | 0               | -                  | -                  | -                  | -           | -           | -           | 27     | 2      |        |
| 2024-2025           | Leeds Utd           | FLC                 | 0          | 0          | FACup+CdL       | 0+1             | 0               | -                  | -                  | -                  | -           | -           | -           | 1      | 0      |        |
| Totale Leeds United | Totale Leeds United | Totale Leeds United | 16         | 0          |                 | 4               | 0               |                    | -                  | -                  |             | -           | -           | 20     | 0      |        |
| Totale carriera     | Totale carriera     | Totale carriera     | 175        | 9          |                 | 30              | 4               |                    | 38                 | 1                  |             | -           | -           | 243    | 14     |        |

### Cronologia presenze e reti in nazionale
| Cronologia completa delle presenze e delle reti in nazionale ― Austria | Cronologia completa delle presenze e delle reti in nazionale ― Austria | Cronologia completa delle presenze e delle reti in nazionale ― Austria | Cronologia completa delle presenze e delle reti in nazionale ― Austria | Cronologia completa delle presenze e delle reti in nazionale ― Austria | Cronologia completa delle presenze e delle reti in nazionale ― Austria | Cronologia completa delle presenze e delle reti in nazionale ― Austria | Cronologia completa delle presenze e delle reti in nazionale ― Austria |
| Data                                                                   | Città                                                                  | In casa                                                                | Risultato                                                              | Ospiti                                                                 | Competizione                                                           | Reti                                                                   | Note                                                                   |
| ---------------------------------------------------------------------- | ---------------------------------------------------------------------- | ---------------------------------------------------------------------- | ---------------------------------------------------------------------- | ---------------------------------------------------------------------- | ---------------------------------------------------------------------- | ---------------------------------------------------------------------- | ---------------------------------------------------------------------- |
| 6-10-2017                                                              | Vienna                                                                 | Austria                                                                | 3 – 2                                                                  | Serbia                                                                 | Qual. Mondiali 2018                                                    | -                                                                      | 43’                                                                    |
| 9-10-2017                                                              | Chișinău                                                               | Moldavia                                                               | 0 – 1                                                                  | Austria                                                                | Qual. Mondiali 2018                                                    | -                                                                      |                                                                        |
| 23-3-2018                                                              | Klagenfurt am Wörthersee                                               | Austria                                                                | 3 – 0                                                                  | Slovenia                                                               | Amichevole                                                             | -                                                                      | 90’                                                                    |
| 21-3-2019                                                              | Vienna                                                                 | Austria                                                                | 0 – 1                                                                  | Polonia                                                                | Qual. Euro 2020                                                        | -                                                                      |                                                                        |
| 24-3-2019                                                              | Haifa                                                                  | Israele                                                                | 4 – 2                                                                  | Austria                                                                | Qual. Euro 2020                                                        | -                                                                      | 60’                                                                    |
| 19-11-2019                                                             | Riga                                                                   | Lettonia                                                               | 1 – 0                                                                  | Austria                                                                | Qual. Euro 2020                                                        | -                                                                      |                                                                        |
| 3-6-2022                                                               | Osijek                                                                 | Croazia                                                                | 0 – 3                                                                  | Austria                                                                | UEFA Nations League 2022-2023 - 1º turno                               | -                                                                      | 77’                                                                    |
| 6-6-2022                                                               | Vienna                                                                 | Austria                                                                | 1 – 2                                                                  | Danimarca                                                              | UEFA Nations League 2022-2023 - 1º turno                               | -                                                                      | 78’                                                                    |
| 10-6-2022                                                              | Vienna                                                                 | Austria                                                                | 1 – 1                                                                  | Francia                                                                | UEFA Nations League 2022-2023 - 1º turno                               | -                                                                      |                                                                        |
| 22-9-2022                                                              | Saint-Denis                                                            | Francia                                                                | 2 – 0                                                                  | Austria                                                                | UEFA Nations League 2022-2023 - 1º turno                               | -                                                                      |                                                                        |
| 25-9-2022                                                              | Vienna                                                                 | Austria                                                                | 1 – 3                                                                  | Croazia                                                                | UEFA Nations League 2022-2023 - 1º turno                               | -                                                                      | 62’                                                                    |
| 16-11-2022                                                             | Malaga                                                                 | Andorra                                                                | 0 – 1                                                                  | Austria                                                                | Amichevole                                                             | -                                                                      | 67’                                                                    |
| 20-11-2022                                                             | Vienna                                                                 | Austria                                                                | 2 – 0                                                                  | Italia                                                                 | Amichevole                                                             | -                                                                      | 72’                                                                    |
| 24-3-2023                                                              | Linz                                                                   | Austria                                                                | 4 – 1                                                                  | Azerbaigian                                                            | Qual. Euro 2024                                                        | -                                                                      | 15’ 34’                                                                |
| 17-6-2023                                                              | Bruxelles                                                              | Belgio                                                                 | 1 – 1                                                                  | Austria                                                                | Qual. Euro 2024                                                        | -                                                                      | 33’ 46’                                                                |
| 20-6-2023                                                              | Vienna                                                                 | Austria                                                                | 2 – 0                                                                  | Svezia                                                                 | Qual. Euro 2024                                                        | -                                                                      | 46’                                                                    |
| 12-9-2023                                                              | Solna                                                                  | Svezia                                                                 | 1 – 3                                                                  | Austria                                                                | Qual. Euro 2024                                                        | -                                                                      | 72’                                                                    |
| 13-10-2023                                                             | Vienna                                                                 | Austria                                                                | 2 – 3                                                                  | Belgio                                                                 | Qual. Euro 2024                                                        | -                                                                      | 71’                                                                    |
| 16-10-2023                                                             | Baku                                                                   | Azerbaigian                                                            | 0 – 1                                                                  | Austria                                                                | Qual. Euro 2024                                                        | -                                                                      |                                                                        |
| 16-11-2023                                                             | Tallinn                                                                | Estonia                                                                | 0 – 2                                                                  | Austria                                                                | Qual. Euro 2024                                                        | -                                                                      |                                                                        |
| 21-11-2023                                                             | Vienna                                                                 | Austria                                                                | 2 – 0                                                                  | Germania                                                               | Amichevole                                                             | -                                                                      | 69’                                                                    |
| 23-3-2024                                                              | Bratislava                                                             | Slovacchia                                                             | 0 – 2                                                                  | Austria                                                                | Amichevole                                                             | -                                                                      | 46’                                                                    |
| 26-3-2024                                                              | Vienna                                                                 | Austria                                                                | 6 – 1                                                                  | Turchia                                                                | Amichevole                                                             | -                                                                      |                                                                        |
| 4-6-2024                                                               | Vienna                                                                 | Austria                                                                | 2 – 1                                                                  | Serbia                                                                 | Amichevole                                                             | -                                                                      | 61’                                                                    |
| 8-6-2024                                                               | San Gallo                                                              | Svizzera                                                               | 1 – 1                                                                  | Austria                                                                | Amichevole                                                             | -                                                                      | 67’                                                                    |
| 17-6-2024                                                              | Düsseldorf                                                             | Austria                                                                | 0 – 1                                                                  | Francia                                                                | Euro 2024 - 1º turno                                                   | -                                                                      | 16’ 59’                                                                |
| 25-6-2024                                                              | Berlino                                                                | Paesi Bassi                                                            | 2 – 3                                                                  | Austria                                                                | Euro 2024 - 1º turno                                                   | -                                                                      |                                                                        |
| 2-7-2024                                                               | Lipsia                                                                 | Austria                                                                | 1 – 2                                                                  | Turchia                                                                | Euro 2024 - Ottavi di finale                                           | -                                                                      | 64’                                                                    |
| 6-9-2024                                                               | Lubiana                                                                | Slovenia                                                               | 1 – 1                                                                  | Austria                                                                | UEFA Nations League 2024-2025 - 1º turno                               | -                                                                      |                                                                        |
| 17-11-2024                                                             | Vienna                                                                 | Austria                                                                | 1 – 1                                                                  | Slovenia                                                               | UEFA Nations League 2024-2025 - 1º turno                               | -                                                                      |                                                                        |
| 7-6-2025                                                               | Vienna                                                                 | Austria                                                                | 2 – 1                                                                  | Romania                                                                | Qual. Mondiali 2026                                                    | -                                                                      | 69’                                                                    |
| Totale                                                                 |                                                                        | Presenze                                                               | 31                                                                     |                                                                        | Reti                                                                   | 0                                                                      |                                                                        |

## Palmarès

### Club

#### Competizioni nazionali
- Campionato austriaco: 3

Salisburgo: 2019-2020, 2020-2021, 2021-2022
- Coppa d'Austria: 3

Salisburgo: 2019-2020, 2020-2021, 2021-2022
- Campionato inglese di seconda divisione: 1

Leeds Utd: 2024-2025